# Batrachochytrium dendrobatidis
Batrachochytrium dendrobatidis Longcore, Pessier & D.K. Nichols – gatunek grzybów z rzędu Rhizophydiales.

## Systematyka i nazewnictwo
Pozycja w klasyfikacji według Index Fungorum: Batrachochytrium, Incertae sedis, Rhizophydiales, Chytridiomycetidae, Chytridiomycetes, Incertae sedis, Chytridiomycota, Fungi.

## Charakterystyka
Batrachochytrium dendrobatidis jest pasożytem płazów, u których wywołuje chytridiomykozę. Powoduje ona uszkodzenia w układzie oddechowym i nerwowym, wiele spośród zarażonych osobników doprowadzając do śmierci, co sprawia, że jest ważnym czynnikiem wpływającym na spadek liczebności płazów przynajmniej na niektórych obszarach. Niektóre z zarażonych zwierząt mogą jednak żyć stosunkowo długo nie wykazując widocznych objawów choroby. Grzyb jest wrażliwy na wysokie temperatury: może żyć i wzrastać w temperaturze 6–28 °C, w temperaturze 32 °C ginie w 96 godzin, a w temperaturze 37 °C – w cztery godziny.